# Mallorca
Mallorca (uneori grafiat și Majorca) (catalană [məˈʎɔɾkə], spaniolă [maˈʎoɾka], este cea mai mare insulă spaniolă. Este localizată în partea de vest a Mării Mediterane, la circa 170 km de coasta unde este situată Barcelona și face parte din arhipelagul Insulelor Baleare.  Numele derivă din latinescul „Insula Maior”, în comparație cu insula Menorca. Capitala insulei, Palma, este și capitala regiunii autonome a Insulelor Baleare. Limbile oficiale sunt catalana și spaniola. 

## Geografie
Mallorca se află la est de coasta spaniolă între 39°15′40″ și 39°57′40″ latitudine nordică și 2°19′38″ și 3°28′42″ longitudine estică. Insula are o distantă maximă est-vest de 98 kilometri și o distanță nord-sud  de 78 kilometri. Are o suprafață de 3.603,7155 km², iar împreună cu insulele mici din larg: 3.622,5448 km². Linia coastei se întinde pe o lungime de peste 550 km. Zona de administrare cuprinde pe lângă insula principală și insula Cabrera (18,36 km²) și insula Sa Dragonera (2,88 km²).

### Topografie
Mallorca este divizată în șase regiuni geografice, (în catalană comarques).

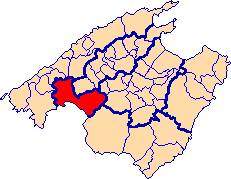
Regiunea Palma
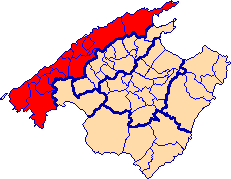
Regiunea Serra de Tramuntana
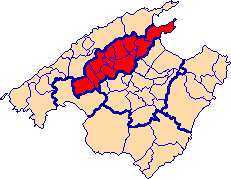
Regiunea Raiguer
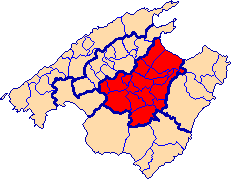
Regiunea Pla de Mallorca
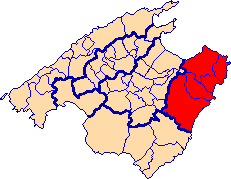
Regiunea Llevant
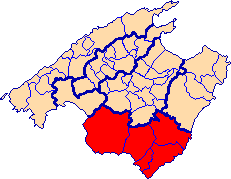
Regiunea Migjorn

#### Serra de Tramuntana
Regiunea Serra de Tramuntana cuprinde un lanț muntos de 11 vârfuri cu peste 1000 m înălțime, care se întinde pe coasta de nord vest pe o distanță de 15 km. Muntele se extinde pe o distanță de peste 90 km la sud-vest de insula Sa Dragonera și la nord de Cap Formentor. Cel mai înalt punct se află aproximativ în mijlocul lanțului muntos, la 1445 m înălțime pe Puig Major. Pe versantul de nord-vest al muntelui sunt zone de coastă abrupte și stâncoase cu golfuri mici și ștranduri stâncoase. Regiunea este cunoscută pentru vânturile reci din nord-vest.
Pe versanții munților cresc portocali și lămâi. Pe pantele terasante se cultivă roșii, fasole și viță de vie (Estellencs, Banyalbufar, Deià, Valldemossa). Regiunea este locuită foarte diferit. Insula are o populație de 104.904 locuitori (2007), majoritatea în zonele Calvià și Pollença.
Ca și celelalte Insule Baleare (Ibiza, Formentera și Minorca) aceasta constituie o atracție turistică populară, fiind frecventată de numeroși turiști din Germania și Anglia.
După anul 1989, numeroși cetățeni români au emigrat în Mallorca. După unele estimări numărul lor depășește cifra de 20.000 de persoane.

## Atracții turistice
- Catedrala din Palma cu cea mai mare fereastră-rozetă gotică din lume (diametru 13 m, suprafață peste 100 mp).
- Peștera „Cuevas del Drach“ din Puerto Cristo.
- Manăstirea din Valldemossa unde cuplul Frederic Chopin – George Sand au locuit ȋntre 15.12.1838 și 11.02.1839.
- Cheile spectaculoase „Torrent del Pareis“ de lângă Sa Calobra, ȋn nordul masivului muntos „Serra de Tramuntana“.

## Personalități născute aici
- Lluís Jaume Vallespir (1740 - 1775), preot catolic.